# Klawock
Klawock (Tlingit: Lawáak) ist ein Ort mit dem Status einer City in der Prince of Wales-Hyder Census Area in Alaska. Das U.S. Census Bureau hatte bei der Volkszählung 2020 eine Einwohnerzahl von 720 ermittelt.

## Geographie
Klawock befindet sich im Alaska Panhandle im Südosten Alaskas. Der Ort befindet sich an der Westküste von Prince of Wales Island an der Mündung des Klawock River in die Bucht „Klawock Inlet“. Klawock liegt etwa 320 km südsüdöstlich von Juneau, der Hauptstadt Alaskas. Zum 9 km südlich gelegenen Craig führt der Craig-Klawock Highway. 2,5 km  nördlich von Klawock befindet sich der Flugplatz Klawock. Weiterhin gibt es in Klawock einen staatlichen Landeplatz für Wasserflugzeuge. Vom 30 km ostsüdöstlich gelegenen Hollis gibt es eine Fährverbindung ans Festland.

## Geschichte
Ursprünglich war Klawock ein Fisch-Camp, das im Sommer von Bewohnern des etwa 40 km weiter nördlich gelegenen Tlingit-Dorfs Tuxekan genutzt wurde. Der Ort war damals unter verschiedenen Namen bekannt: Klawerak, Tlevak, Clevak und Klawak. 1868 wurde dort ein Handelsposten und eine Lachs-Salzerei errichtet. Etwa 10 Jahre später kamen die ersten Konservenfabriken Alaskas hinzu. Diese beschäftigten chinesische Arbeiter. Zwischen 1897 und 1917 war eine Fischzuchtanlage am Klawock Lake in Betrieb. Die florierende Wirtschaft von Klawock zog Bewohner aus der Umgebung an, die dort Arbeit fanden. Dadurch wuchs Klawock. Klawock wurde 1929 eine „City erster Klasse“. 1971 wurde ein Sägewerk in Betrieb genommen. Auf der westlich vorgelagerten Insel Klawock Island wurde eine Hafenanlage für Schiffe mit einem größeren Tiefgang errichtet. 1978 errichtete der Bundesstaat eine Lachszuchtanlage am Klawock Lake, nahe dem Standort der früheren Anlage. Die Holzindustrie ist heute weiterhin ein wichtiger Wirtschaftsfaktor von Klawock.

## Demografie
Zum Zeitpunkt der Volkszählung im Jahre 2020 (U.S. Census 2020) hatte Klawock 720 Einwohner auf einer Landfläche von 1,76 km². Von den Einwohnern waren 240 Weiße, 4 afrikanisch-amerikanischer, 341 amerikanisch-indianischer Abstammung sowie 9 Asiaten.
Beim Zensus im Jahr 2000 wurden 854 Einwohner gezählt, 2010 waren es 755. Die Bevölkerungsentwicklung war in den letzten Jahren rückläufig.